# Quinze sanctuaires de la restauration de Kenmu

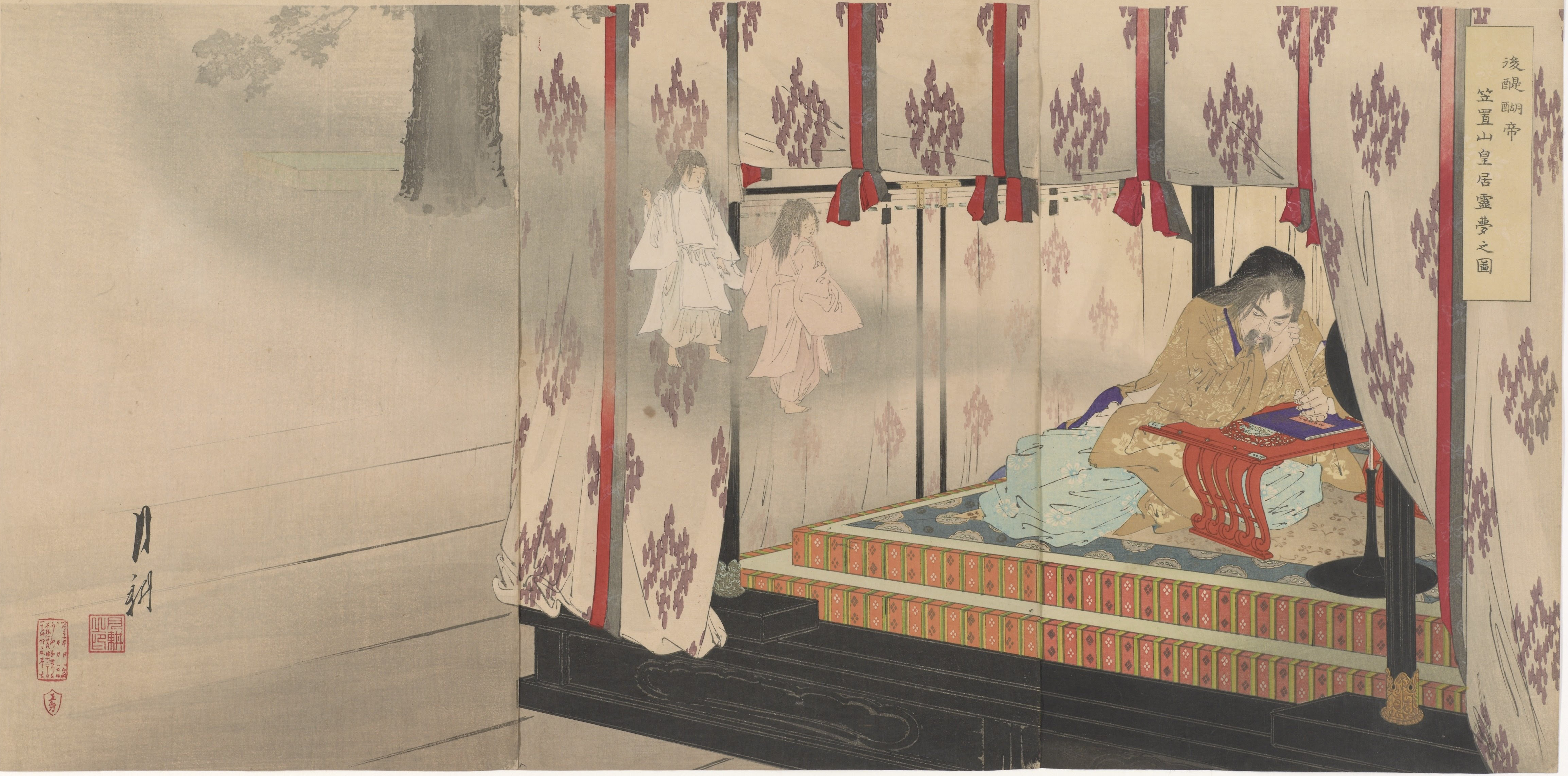
Empereur Godaigo.

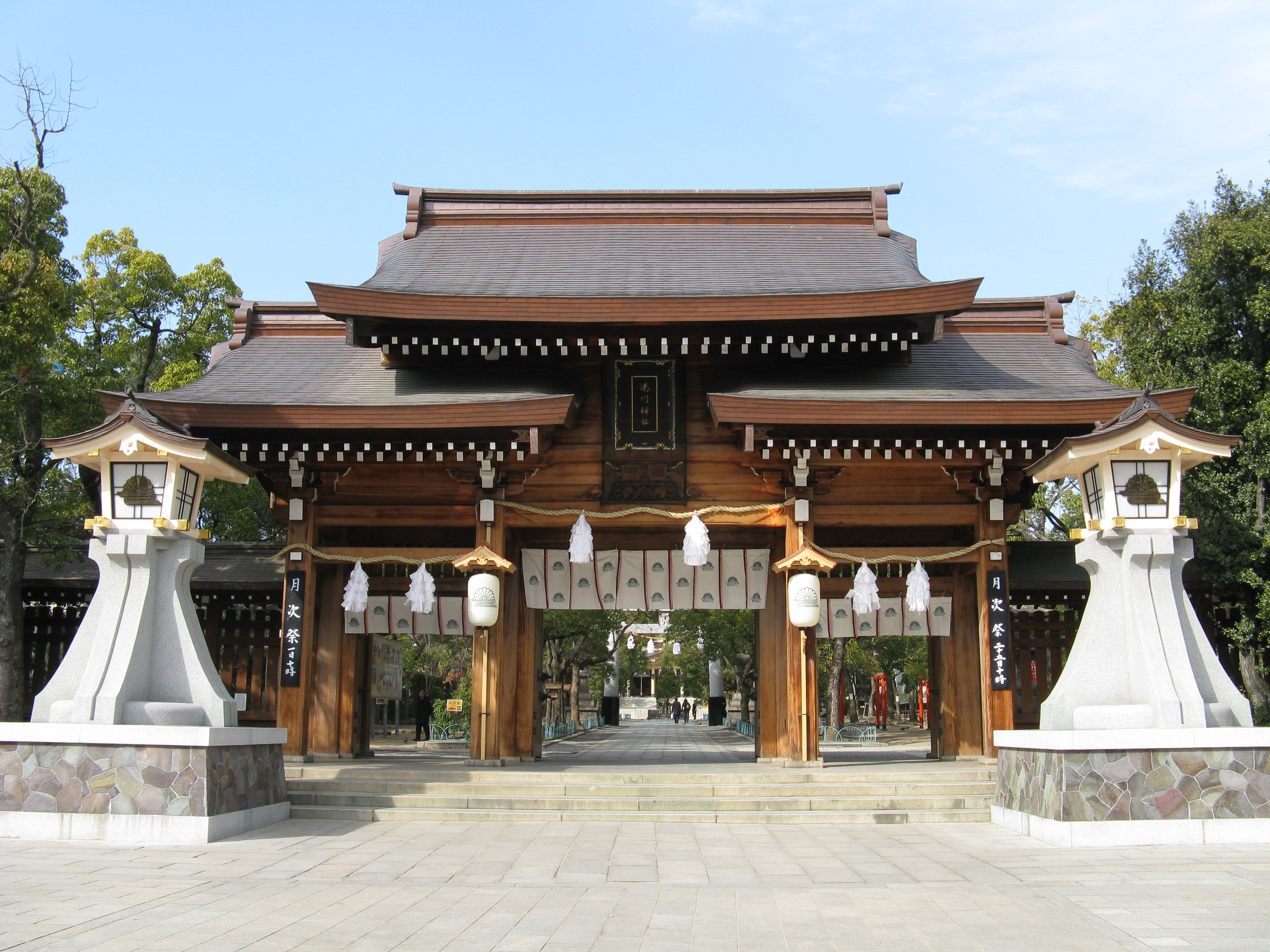
Minatogawa-jinja.

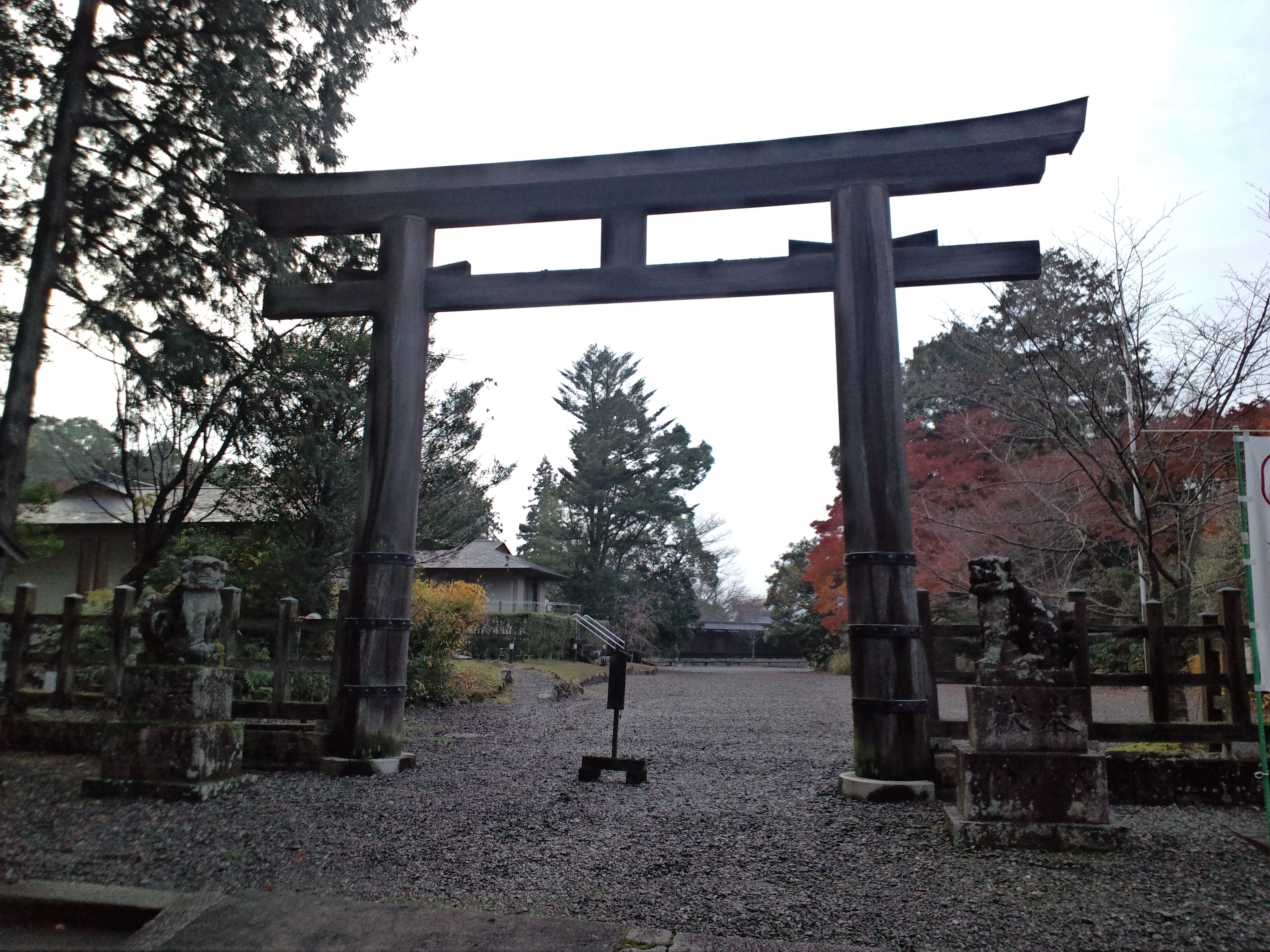
Torii du Yoshino-jingū.

Les quinze sanctuaires de la restauration de Kenmu (建武中興十五社, Kenmu chūko jūgosha) sont un groupe de sanctuaires shinto consacrés à des individus ou des événements associés à la restauration de Kenmu.
| Nom du sanctuaire | Commémore                                                                        | Lieu                                     |
| ----------------- | -------------------------------------------------------------------------------- | ---------------------------------------- |
| Yoshino-jingū     | Empereur Go-Daigo                                                                | District de Yoshino (préfecture de Nara) |
| Kamakura-gū       | Prince Moriyoshi                                                                 | Kamakura                                 |
| Iinoya-gū         | Munenaga                                                                         | Hamamatsu (préfecture de Shizuoka)       |
| Yatsushiro-gū     | Prince Kaneyoshi                                                                 | Yatsushiro (préfecture de Kumamoto)      |
| Kanegasaki-gū     | Prince Takanaga, prince Tsunenaga                                                | Tsuruga (préfecture de Fukui)            |
| Komikado-jinja    | Kazan'in Morokata                                                                | Narita (préfecture de Chiba)             |
| Kikuchi-jinja     | Kikuchi Taketoki                                                                 | Kikuchi (préfecture de Kumamoto)         |
| Minatogawa-jinja  | Kusunoki Masashige                                                               | Chūō-ku (Kobe)                           |
| Nawa-jinja        | Nawa Nagatoshi                                                                   | Daisen (préfecture de Tottori)           |
| Abeno-jinja       | Kitabatake Chikafusa, Kitabatake Akiie                                           | Abeno-ku (préfecture d'Osaka)            |
| Fujishima-jinja   | Nitta Yoshisada                                                                  | Fukui (préfecture de Fukui)              |
| Yūki-jinja        | Yūki Munehiro                                                                    | Tsu (préfecture de Mie)                  |
| Ryōzen-jinja      | Kitabatake Chikafusa, Kitabatake Akiie, Kitabatake Akinobu, Kitabatake Morichika | Date (préfecture de Fukushima)           |
| Shijōnawate-jinja | Kusunoki Masatsura                                                               | Shijōnawate (préfecture d'Osaka)         |
| Kitabatake-jinja  | Kitabatake Akiyoshi                                                              | Tsu (préfecture de Mie)                  |

## Source de la traduction
- (en) Cet article est partiellement ou en totalité issu de l’article de Wikipédia en anglais intitulé « Fifteen Shrines of the Kenmu Restoration » (voir la liste des auteurs).